# Slavko Stojanović
Slavko Stojanović (Osijek, 1º giugno 1930 – Worms, 3 dicembre 2012) è stato un calciatore jugoslavo, di ruolo portiere.

## Palmarès

### Club

#### Competizioni nazionali
- Coppa di Jugoslavia: 3

Partizan: 1952, 1954, 1956-1957